# Фольваркі (ґміна)
Ґ'міна Фольваркі (пол. gmina Folwarki (1934—1939 рр.) — колишня сільська ґ'міна Золочівського повіту Тернопільського воєводства Польської республіки (1918—1939 рр.) Центром ґ'міни було село Фільварки.

1 серпня 1934 р. було створено ґ'міну Соколувка у Золочівському повіті, до якої увійшли сільські громади: Бенюв, Фільваркі, Челеховіце, Струтин, Зажече, Зозулі, Воронякі.

У 1934 р. територія ґ'міни становила 77,88 км². Населення ґміни станом на 1931 рік становило 9 385 осіб. Налічувалось 1 743 житлових будинків.
В 1940 р. ґміна була ліквідована у зв'язку з утворенням Золочівського району.